# 黒岩祐治
黒岩 祐治（くろいわ ゆうじ、1954年〈昭和29年〉9月26日 - ）は、日本の政治家、元ニュースキャスター。神奈川県知事（公選第17・18・19・20代） 。無所属。
1980年（昭和55年）4月から2009年（平成21年）9月までフジテレビジョンで 報道記者、番組ディレクター、キャスターなどを務め、10月から2011年（平成23年）3月まで国際医療福祉大学大学院教授、早稲田大学大学院公共経営研究科講師（非常勤）を務めた。2018年（平成30年）7月から北朝鮮による拉致被害者を救出する知事の会の会長。所属事務所は黒岩祐治事務所。

## 来歴
兵庫県神戸市出身。芦屋市立精道小学校、灘中学校・高等学校を経て、早稲田大学政治経済学部政治学科入学。中学に入学する際は1年間の浪人、大学に入学する際は2年間の浪人を経験している。高校では生徒会長を務めた。大学在学中に早稲田大学雄弁会とミュージカル研究会に所属し、ラサール石井と舞台に立った。
大学卒業後、1980年4月にフジテレビジョンへ入社。同期入社に山村美智子、坂野尚子、亀山千広、松本方哉がいた。初任はスポット営業部にて3年間営業を担当。1983年4月より報道局に配属。報道局政治部記者として官邸キャップや自由民主党等を中心に取材を担当。同時に選挙開票特番も担当した。嘗て同期だった山村アナウンサー（当時）に政治や選挙等のレクチャーをした事が有ったという。1985年より報道局社会部に配属。主に事件事故等を中心に取材を経験。1987年から『ノンフィクション』のディレクターを1年間担当した。
1988年（昭和63年）4月から『FNNスーパータイム』週末版のアンカーマンを務めて小田多恵子と組む。報道局記者やディレクターの経験から、自身が特集を企画して取材や編集した救急医療キャンペーン『救急医療にメス』が1989年（平成元年）1月から2年間放送され、第16回放送文化基金賞と日本民間放送連盟賞を受賞した。
1991年（平成3年）4月から報道局記者へ転じた上田昭夫に代わり、同番組の平日版メインキャスター(アンカーマン)となり安藤優子とコンビを組む。
1992年（平成4年）4月から1997年（平成9年）3月まで『報道2001』で初代メインキャスターを務め、その後ワシントンに渡米。FNNワシントン支局の海外特派員、同支局長を経て1999年（平成11年）3月帰国。帰国後は『FNNスーパーニュース』の平日版2代目メインキャスターに就任。八木アナウンサー(当時)とコンビを組み、同年11月21日より『報道2001』のメインキャスターに復帰。
2000年3月には『FNNスーパーニュース』の平日版のすべての出演者と共にキャスターを退任。翌週からは『報道2001』のメインキャスター専任となった。2008年10月からは『新報道2001』にリニューアル。コメンテーターとしてニュース解説を担当。取材先の聖路加国際病院理事長日野原重明から「『葉っぱのフレディ』のミュージカルをやりませんか」と相談され、プロデューサーを務める。
2009年（平成21年）9月に『新報道2001』を降板して9月30日 30年勤めたフジテレビを退職し、10月から国際医療福祉大学大学院教授として「医療・福祉に関する実践的メディア論」「医療・福祉に関する報道の検証」「メッセージ力の高め方」などを研究する。
2011年（平成23年）3月16日、8日後に告示される神奈川県知事選挙（第17回統一地方選挙）に無所属で出馬する意向を表明した。3選出馬が有力視されていた現職の松沢成文が、同じ統一地方選挙で実施される東京都知事選挙への出馬を3月1日に表明したことから黒岩の出馬表明が告示日直前になった。なお、現職都知事（当時）石原慎太郎の4選出馬表明により、松沢は都知事選出馬表明後に断念して石原支持に転じている。
選挙では自民、民主、公明の3党県連が相乗りして事実上オール与党体制で支援され、他に前開成町長でみんなの党と神奈川ネットワーク運動が推薦する露木順一や日本共産党の候補者らが出馬するも、投票総数55.5パーセント相当の1,728,862票を獲得して初当選。2011年（平成23年）4月23日、正式に神奈川県知事に就任した。
2015年（平成27年）4月12日、第18回統一地方選挙にて神奈川県知事に再選される。2019年（平成31年）2月6日、横浜市内で記者会見を開き、4月の知事選へ立候補することを表明し、4月7日投開票の知事選で3選を果たした。2022年（令和4年）12月26日、自身の後援会主催のパーティーにおいて、翌年4月の神奈川県知事選挙へ立候補することを表明した。
2023年4月には神奈川県知事に4度目の当選を果たした。他の候補に対しては圧勝だったものの、前回2019年の選挙に比べ得票数は約30万減り、また無効票は投票総数の約7%である21万票に及んだ。これは、選挙告示直前に黒岩の不倫が報じられたことであると、黒岩本人を含め、広く受け止められた。

## 年譜
- 1954年 兵庫県神戸市出身[1]。
- 1980年 早稲田大学政治経済学部卒業[1]。
- 1980年 フジテレビジョンへ入社。
- 1983年 報道局政治部記者
- 1985年 報道局社会部記者
- 1987年 『ノンフィクション』ディレクター
- 1988年 「FNNスーパータイム」でキャスターを担当。
- 1990年 自身が企画した救急医療キャンペーン「救急医療にメス」が第16回放送文化基金賞と日本民間放送連盟賞を受賞する。
- 1992年 『報道2001』でキャスターを担当する。
- 1993年 ドキュメンタリーシリーズ「感動の看護婦最前線」が日本民間放送連盟賞を受賞。
- 1997年 『FNNワシントン支局』特派員になる。
- 1999年 「新報道2001」でキャスターを担当する。
- 2002年 「感動の看護婦最前線」が民間放送連盟賞を受賞する。
- 2009年 『新報道2001』のキャスターを降板して、フジテレビジョンを退職する。
- 2009年 国際医療福祉大学大学院教授に着任する。
- 2011年 神奈川県知事選挙へ無所属で立候補して初当選する。
- 2011年4月23日 神奈川県知事に就任する。
- 2013年 内閣官房 健康･医療戦略 参与に就任する。
- 2014年 内閣官房 ロボット革命実現会議 委員に就任する。
- 2015年 神奈川県知事再選。
- 2019年 神奈川県知事3選。
- 2023年 神奈川県知事4選。

## 政策

### 東日本大震災被災地がれき受け入れ
2011年（平成23年）5月17日、放射性物質で汚染された廃棄物処理は「別の扱いとなっており、受け入れの対象ではない」と強調しつつも「県を挙げて被災地の復興を支援したいと思います」と東日本大震災で発生したがれきなどをかながわ環境整備センターで受け入れる旨を表明 したが、11月9日の会見で「どうぞ、とすぐにも言いたい気持ちですが、現実的にはなかなかそうもいかない、というのが正直なところ」と広域処理の協力に慎重な姿勢を示した。
2012年（平成24年）12月26日、漁網の受け入れについて「被災地の声は漁網（がれき）の処理を手伝ってほしいということ」「救いたい気持ちに変わりはありません」と述べた。後に、南足柄市と箱根町が災害廃棄物の漁網受け入れを表明して2013年7月31日に合意書を取り交わし、岩手県洋野町から神奈川県が受諾した漁網を南足柄市と箱根町が処理し、同年12月12日に受け入れを終了している。

### エネルギー政策
2011年（平成23年）、東日本大震災による原発事故後に実施された4月の神奈川県知事選挙で「“反”原発」ではなく「“脱”原発」を掲げ、県内住宅施設への太陽光発電パネル普及政策として「4年間で200万戸分の太陽光パネルを自己負担無しで設置」を公約として当選するも、当選後の10月に「（公約を）忘れてほしいと思います」と撤回した。
再生可能エネルギーについて、2030年度段階で再生可能エネルギーなどの分散型電源の割合を45％まで引き上げることを目指している。

### 朝鮮学校教科書問題
朝鮮学校は複数の都府県が歴史教育の内容を問題視しており、神奈川県も松沢成文前知事が2010年に、神奈川県内で朝鮮学校を運営する学校法人神奈川朝鮮学園に「教育内容によっては補助金の支給を見送る」方針を表明していた。高校の歴史教科書で「日本当局は『拉致問題』を極大化し」と表記した部分と、1987年の大韓航空機爆破事件を「捏造」と断定した部分が特に問題とされた。松沢前知事は神奈川朝鮮学園に教科書の改訂を求めるとともに、2010年12月以降の補助金の交付を留保すると通告した。神奈川朝鮮学園は、2011年度から使用する歴史教科書からは問題の記述を削除したと県に報告したが、2011年（平成23年）4月23日に知事となった黒岩が確認すると、拉致問題は記述ごと削除されていたことが判明した。
このため県は神奈川朝鮮学園に対し再度改善を要求したが、学校側が「拉致問題について詳述した副教材を生徒に配布して補足する」と約束したとして、黒岩知事は2011年度も例年通り補助金約6300万円を支給する方針を表明した。朝鮮総連の広報担当者はこの件に関する取材に対し「双方が歩み寄るのは良いことだ。ただし教材の取り扱いについては県と学校側がすべて合意したものでなく、今後も検討を続けると学校から聞いている」と語った。
黒岩知事はその後、拉致問題が教科書に記載されないことを理由に、2016年（平成28年）4月から8月分の県内朝鮮学校への補助金を約2100万円の支給を留保した。これに対し神奈川朝鮮学園は同年11月「拉致問題について記載した独自の教科書を年度内に作成する」と県に回答したものの、その後「不可能になった」と通知した。黒岩知事はこれを受け「拉致問題を明記した教科書に改訂することが（補助金支給の）前提」として、2017年3月29日の定例会見で「学校側からは現時点で連絡がない。拉致問題を記載した教科書が出ても内容確認には時間がかかるため、今年度中に補助金交付を決定するのは不可能」と述べて、2017年度（平成29年度）の当初予算案でも朝鮮学校への補助金計上を見送った。

### 医療・健康
県知事就任以来、未病を扱う。
医療福祉系大学教授職在任中に、『週刊ポスト』2010年12月3日号に短期集中連載「検証・医療とマスコミ」第5回として「『ホメオパシー叩き』に隠された『統合医療は迷信』の権威主義」を執筆した。内容は「私は決してホメオパシー擁護論者ではない」としつつ、ホメオパシーに否定的なマスコミ報道が、鍼灸などの代替医療と西洋医学を併用する統合医療全体の否定につながることを危惧していた。同連載の第4回で「『予防接種悪玉論』の横行で日本はワクチン後進国になった」も書いた。ホメオパシーに否定的・肯定的な立場の双方から反響があり、大槻義彦は自身のブログで批判した。日本ホメオパシー医学協会は記事に対する反論を公式サイトに掲載した。

#### 厚木市病院建設問題
2015年（平成28年）9月8日、厚木市関口に建設された病院が、建物が完成し開院予定を5か月過ぎても開院できない状態になっていることが報道された。厚木市のパチスロ大手企業オーイズミが建設した認知症専門病院（180床）で、高齢者住宅とデイケア施設を併設を計画していた。オーイズミの会長は黒岩知事の関連政治団体に個人献金し、グループ会社2社が政治資金パーティー券を購入していた。
都道府県は開院許可申請の受け付け前に病院の安定経営確保のため指導をする場合が多く、神奈川県も赤字や休眠中の医療法人は、診療所で2年間黒字経営の実績を積むよう指導する内規があった。B（平成23年）12月にオーイズミが赤字の医療法人と提携して病院開設の意向を県に伝えた際、神奈川県厚木保健福祉事務所は実績不足や地元医師会との調整不足を理由として難色を示した。直後に黒岩知事の特別秘書が同事務所に対し「オーイズミから『ダメ出しされて困っている』と相談を受けた」と伝えると、同事務所は「基準をクリアすれば許可は出す」と姿勢を転じた。医療法人の指導を担当する県庁医療課は、当初は診療所で実績を積むよう求めたが、2012年（平成24年）6月にオーイズミは東京都内の休眠中の医療法人に提携先を変更。県は都内の医療法人であることなどを理由に内規を適用せず、2013年（平成25年）3月に開院を許可した。2013年4月に、建設用地が医療法人の債務不履行により差押を受け民事訴訟を提訴されて着工できなくなった。2014年（平成26年）に県はオーイズミが医療法人の土地を買い取って建設を許可する「異例の対応」を、病棟は2015年（平成28年）1月に完成、4月開院予定だったが、訴訟継続中のため開院できない状態が続いていた。この特別秘書である人物は菅義偉官房長官の公設秘書であったが、2011年に黒岩知事の特別秘書に起用され、県議会との確認事項で「政策形成に直接関与せず職員に命令や指示をしない」立場とされている。県医療課は「内規は県外法人にも適用されるが法的拘束力はない」「医療法上は県に病院着工の可否を判断する権限はない」としている。
病院建設用地の所有権をめぐる民事訴訟で、オーイズミは一審で敗訴したが、2015年（平成28年）12月3日に原告側とオーイズミおよび医療法人の間で和解が成立。和解を受け、病院はのちに認知症専門病院として開院した。

### 企業誘致施策
企業誘致に積極的で、4年間で2022億円を投じ「セレクト100」として企業100社の誘致を目標とし、2018年（平成30年）11月に達成した。「100件の目標達成に満足することなく、先頭に立って県内への企業誘致に取り組んでいく」と語った。

### 防災
県と市町村の合同総合防災訓練「ビッグレスキューかながわ」、いっせい防災行動訓練「かながわシェイクアウト」を実施している。この2つの訓練は毎年開催されているが、「ビッグレスキューかながわ」は毎年異なる市町村と実践的訓練を行っている。

### 教育
2018年（平成30年）4月から県として私立高校の就学支援策を拡大し、年収約590万円未満の世帯を対象に授業料の実質無償化に踏み切った。黒岩知事は「国が出口を決めてくれたことで、今回一つの目玉として踏み込んで立案した」と述べた。

### 観光
横浜・鎌倉・箱根に次ぐ「第4の観光の核」となる都市づくりを進めており、「城ヶ島・三崎」「大山」「大磯」の3つを構想地域にしている。

### 財政
1992年度（平成4年度）以降、神奈川県では基礎的財政収支が赤字であったが、黒岩が知事就任後の2014年（平成26年）には基礎的財政収支の黒字を達成した。以後、2019年度（平成31年度）予算まで6年連続で黒字化を達成している。

## 過去の発言
- 趣味・特技は歌、ミュージカル。座右の銘は「愚直」[1]。
- 2020年東京五輪・パラリンピックの仮設施設整備費について、東京都が全額負担することになったことに対して定例会見で「一歩前進と受け止めているが、大会運営費について明言はなかった」「重大な問題は残ったままだ」と発言した[42]。
- 障害者の法定雇用率の引き上げを踏まえ、「企業の雇用を促進する観点からも率先して精神障害者雇用を進める必要がある」と県本会議で述べた[43]。
- 相模原殺傷事件から1年経った日に現場となった県立知的障害者施設「津久井やまゆり園」を訪れ、「19人の貴重な命が奪われた悲惨さを改めて痛感した」と述べた上で、「元職員の犯行に県としても心からおわびしたい」と再発防止を誓った[44]。
- 情報通信技術（ICT）を活用し、自宅など職場以外で働くテレワークが首都圏の自治体や企業で広がってきたことを受けて、「働き方改革は『待ったなし』の課題」と述べた[45]。
- 県産品のＰＲと地域活性化に向けた新たなムーブメント「我がまちツマミｄｅ乾杯宣言」を展開することについて「条例はハードルが高いが、神奈川独自のアイデアを出した。いろいろやって盛り上がってきたところで県全体で打ち出していきたい」と語った[46]。
- 海の家の営業形式について、鎌倉市が運営会社に取りやめを求めたことに対し、定例会見で、市が懸念する「風紀の乱れ」については、「報道で見ていること以外は知らない」と前置きしつつ、「知らない男女が向き合って座って飲食するだけで風紀が乱れるというのは、今の時代にふさわしくない表現ではないか」と述べた[47]。
- 毎年実施されている足柄上郡の首長たちとの意見交換の場で、「松田町のボルダリングやドッグラン、足柄産業集積ビレッジ構想など今日ここで初めて知ったことが数多くあり情報共有の重要さを痛感した。県がもつ発信力の強みを活かして各市町と連携し、県西地域の活性化につなげていきたい」と述べた[48]。
- 神奈川県遊技場協同組合が県青少年保護育成条例の啓発用としてクリアファイルを県に寄贈したことを受けて「人気のサッカーチームのデザインだと青少年も喜ぶので嬉しい。しっかりと青少年や保護者に配布して有効活用をしていきたい」と述べた[49]。
- 45人が殺傷された神奈川県立障害者施設「津久井やまゆり園」の再生を議論してきた審議会の専門部会が最終報告をまとめたことを受け、「苦労してまとめてくださったこの案を、真摯に受け止めながら、その精神をしっかりといかすような形で、とりまとめていきたい」と語った[50]。
- 相次ぐ乾杯条例の施行を受け、地元で愛されている酒類とツマミで乾杯する機運を高めようと、県は動画チャンネル「かなチャンTV」で紹介する取り組みを開始し、黒岩知事は「盛り上がったところで“ツマミで乾杯宣言”を行いたい」と語った[51]。
- 電子部品大手の村田製作所が横浜市西区の「みなとみらい21地区」に研究開発拠点を新設することを受けて、「県内企業とのビジネスチャンスの創造や優秀な人材の活用に期待する」と述べた[52]。
- 2020年東京五輪・パラリンピックに向けた「風しん撲滅作戦」の一環として神奈川県は、県内の大学を含む各大学の「ミスキャンパス」が風疹ワクチンの接種を呼びかける動画を作成し、インターネット上で配信している。黒岩祐治知事は「若年層向けのキャンペーンとして活用する」と語った[53]。
- 性犯罪被害者をサポートする専門支援センター開設し、「一人で悩むことなく、回復の一歩を踏み出すきっかけにしてほしい」と述べた[54]。
- 「津久井やまゆり園」の再建について、「施設の原状復帰という当初の方針は変更し、小規模化、地域移行という方向性で県として新しい方針を打ち出す」と述べた[55]。
- 国体に出場する選手たちの結団式に出席し「スポーツのエリートである皆さんは県民の模範になるよう心掛け、さらなる高みを目指してほしい」と激励した[56]。
- 北朝鮮が核実験を行ったことに対し、市長会と町村会の両会長と連名で、「神奈川県と県内の全市町村は、貴国がその責任を痛感し、今後一切の核実験を行わないよう、強く求める」と語った[57]。
- 県内の酪農・乳業関係団体と県が、県内で生産された生乳のみを使った牛乳や乳製品を認証する制度を立ち上げた。県産生乳のブランド化を進めることで県内酪農業の活性化を図ることが狙いで、黒岩知事は試食会で、「牛乳でも微妙に味が違う」「新鮮な生乳を使ったものはやはりおいしいね」と感想を述べた[58]。
- 老人ホームを訪問し、入所者の長寿を祝って記念品を贈呈した。そのうえで「100歳が当たり前の時代に、皆さんにはニコニコ元気で明るく過ごしてほしい。そういう時代のモデルは皆さんです。ここに来て良かった」と話した[59]。
- ボクシングの井上尚弥、拓真兄弟が、地元の神奈川県庁を表敬訪問、その際、黒岩知事は「史上最強と言われるだけのことはある。素晴らしい成果だった」と称えた[60]。
- 熊本地震支援のお礼をするため県庁を訪れたくまモンに対して、「今後もできることを最大限やっていく」と約束した[61]。
- 企業と連携し、脊損受傷小中高生を対象に、ロボットスーツ「HAL」(ハル)による「歩行機能向上プログラム」を実施することを発表し、発表の席で「神奈川県は”未病の改善”と”最先端医療・最新技術の追求”という大きな2つのテーマを掲げている。このプロジェクトの推進はこのテーマに大きく寄与するもの」と語り、「歩行ができなくなって困っている小中校生に対して、最先端の歩行機能向上促進を体験する機会を与えることができる」と述べた[62]。
- 相模原殺傷事件が起きた障害者施設「津久井やまゆり園」の再生基本構想を発表し、「罪もなく奪われた生活の場は責任を持って守り抜く」と述べた[63]。
- 厚木基地で空母艦載機が陸上空母離着陸訓練を実施し始めたことに対し、「騒音被害に苦しめられている住民に耐え難い苦痛を与える。訓練を直ちに中止するよう強く求める」と主張した[64]。
- 台風21号の高波によって被害を受けた江の島を視察し、黒岩知事は「想定外の高波で、備えが十分ではなかった」として、五輪に向けて対策を急ぐ考えを示した。また「（五輪期間中の）8月に高波が押し寄せないとはいえない。台風の際にヨットをどこにどうやって動かすのかなどマニュアルを作成する必要がある」と述べた[65]。
- 平成30年台風第21号の県内の被害に対し、記者会見で「復旧に向けては補正予算での対応も視野に入れる」と述べた[66]。
- 2020年東京五輪のセーリング会場となる藤沢市江の島で9日、テロ対策訓練が実施され、訓練後に黒岩知事は「参加者の真剣な表情に心強く思った。訓練を通してマニュアルをしっかり検証し、2020年に安全安心な大会を皆さんとともに成功させたい」と話した[67]。
- リオデジャネイロ五輪陸上男子400メートルリレー銀メダリストの山県亮太選手が神奈川県庁で黒岩祐治知事を表敬訪問した。知事は「いよいよ東京五輪まで1000日を切りました。心から山県選手を応援しております」と激励した[68]。
- 2018年のセーリング ワールドカップシリーズ江の島大会実行委員会が設立され、設立に際し「『セーリング ワールドカップシリーズ江の島大会』は、オリンピックに向けてのテスト的な大会という位置づけになる。選手の皆様には、実際の競技海面でレースに臨んでいただいて、その感触をじっくり味わっていただく。お迎えする我々も、オリンピック大会の時に完璧な形でお迎えできるように、準備をしっかり整えていく。最高のワールドカップにして、最高のオリンピック大会に結びつけていきたい」と意気込みを語りました[69]。
- 南足柄市の大雄山最乗寺（石附周行山主）を訪問し、「2019年のラグビーワールドカップは横浜で試合が行われ、外国人が訪れる。未病をコンセプトに特別な体験ツアーなどを企画できるのは面白い」などと話した[70]。
- 政府が新設を検討している「森林環境税」の大枠が、県が10年前に導入した「水源環境保全税」と重なる増税となり、国税一本化となれば負担と配分の不均衡で9割超の減収となることを受けて、「もし新税に取って代わられたりしたら、神奈川が進めてきた森林対策は根本から崩れることになり、大変重大な問題だ」と指摘した[71]。
- 多頭飼育を届け出制にする考えを明らかにし、「併せて、市町村やボランティア、県獣医師会などと幅広い情報を共有し、しっかりとした連携体制を構築する」と述べた[72]。
- 定例記者会見で自身が選んだ今年（2017年）の漢字を「達」と発表し、「いくつかの点で到達したという実感を得ることがあった」と、その理由を述べた[73]。
- 県立がんセンターの重粒子線治療施設が医師の退職によって稼働停止の可能性があることに触れ、「治療中の患者に不安や不信感を与えず、安定して医療を提供することが重要。医師の確保に全力で取り組む」と述べた[74]。
- 県教育委員会が主催する第5回「いのちの授業大賞」の表彰式において、「命のかけがえのなさ、人としての温かさを感じるすばらしい作品」と評し、賞状や盾を手渡した[75]。
- 防衛省が自衛隊や米軍の基地周辺の騒音対策で続けていたＮＨＫ受信料の補助を打ち切る方針を示したことを受け、黒岩祐治知事は会見で、「唐突だ。突然打ち切ると言われても、事態が劇的に変化した訳でもない。地元が納得できないとの思いを持つのも当然だ」と述べた[76]。
- 2020年東京五輪のセーリング競技会場となる藤沢・江の島で、地震による津波を警戒して浮上した観客席の大幅削減案に対し、「機運を盛り上げていこうというときに、誤った情報は非常にマイナスになる。怒りを覚えている」、「組織委と情報を共有し、あらゆる場合を想定しながら準備を進めている」と語った[77]。
- 大学との包括協定締結によって知事自身も教壇に立つことに触れ、「その時々の最大のテーマについて議論し、学生から解決策を提示してもらうなど緊張感のある内容にしたい」と述べた[78]。
- 第90回記念選抜高校野球大会に出場する東海大相模と慶応が、神奈川県庁を表敬訪問した4年ぶりの県勢出場に、「4月4日の決勝戦のスケジュールは日程に入っています。ぜひ（両校とも）決勝へいけるよう頑張ってほしい」と激励した[79]。
- 先端医療産業を活性化するため武田薬品工業と覚書を交わし、「県が取り組む最先端の医療や未病の改善などの施策が一気に前に進む大きな可能性を感じる」と期待を示した[80]。
- 政府が大規模災害時の避難所運営や仮設住宅整備などの権限について、都道府県から政令指定都市に移すことを可能にする災害救助法改正案を閣議決定したことを受け、「全国知事会と政令指定都市市長会の意見は平行線のままだった。強引に法改正が進められて大変遺憾だ」と述べた[81]。
- 友好提携35周年を迎えた中国・遼寧省と新たな覚書を結び、未病対策など「新たな分野で連携を深めていきたい」と強調した[82]。
- アサヒ飲料と健康と病気の間の状態を指す「未病」対策に力を入れる神奈川県と連携することで覚書を結んだ際に「消費者に直接届く形でコンセプトを浸透させていくことが健康寿命を延ばすことに有効だ」と語り、連携に期待を込めた[83]。
- 夏の甲子園大会に出場する横浜と慶応の選手、監督ら計約40人が三十一日、県庁を訪れ際に、「３年連続出場の横浜は、三度目の正直として（優勝を）期待している。春夏連続出場の慶応は、初戦敗退した春の悔しさをぶつけてほしい」と激励した[84]。
- 女子学童軟式野球の全国大会「NPBガールズトーナメント2018」で県勢初の優勝を果たした「YAMAYURI」（やまゆり）が1月20日、県庁を訪れ、優勝報告をした際に「皆さんの表情は誇りと自信にあふれ、良い経験だったと思う。その裏には多くのスタッフとご両親の支えがあったことを忘れないで」と述べた[85]。
- ヘイトスピーチ対策などを目的とする有識者会議について「継続的な人権啓発、人権教育の必要性などさまざまな意見をいただいた」と述べ、「表現の自由に関わることから慎重に検討すべき問題ではあるが、ヘイトスピーチは決して許されるものではない」指摘した[86]。
- 2020年東京五輪・セーリング競技の開催期間中、会場となる藤沢・江の島の小型ヨット（ディンギー）の移動計画が白紙となったことについて、「入出艇が難しいという課題が浮かび上がり、残念ながら見送ることにした」と説明。その上で、「県内には民間マリーナがたくさんあり、どれだけのスペースがあるか調査を進めてきた。これから具体の条件を詰めていく作業になる」と述べた[87]。
- 川崎ブレイブサンダースの元沢伸夫社長らが表敬訪問、「ベイスターズがDeNAになった時を思い出しワクワクしている。プロバスケットボールで県民の皆さまのスポーツ振興にもつながる。頑張ってもらいたい」とエールを送った[88]。
- 「かながわプラごみゼロ宣言」を行い、会見で「きょうの段階は宣言。具体的に何ができるかは県民や市町村、企業の皆さんと考えたい」と述べた[89]。
- 2018年1月の新聞のインタビューで未病について聞かれ、「今年は認知症と糖尿病対策で、さらに取り組みを進めていく」と述べた[90]。
- 藤沢市江の島で競技が始まるセーリングのワールドカップ（Ｗ杯）シリーズ江の島大会にエントリーしている神奈川ゆかりの4選手を「日本人選手の大活躍でセーリングが盛り上がる。東京五輪に向けて大いに心強い」と激励した[91]。
- セーリングのワールドカップ（Ｗ杯）シリーズ江の島大会の開催を受け、「サッカーW杯のようにセーリングも盛り上げたい」と強調した[92]。
- 平塚商工会議所を訪れ、地元政財界人を前に講演した。知事は「過去の事例を見ると、地域や企業の再生は本物の危機感からV字回復が始まる」など地域活性化への持論を述べた[93]。
- 北朝鮮による拉致被害者横田めぐみさん＝失踪当時（13）＝の54歳の誕生日となる5日、救出を呼び掛ける横断幕が神奈川県庁に掲示され、「風化が一番いけないこと。少しでも役に立てればと思う」と語った[94]。
- 未病産業の最新動向を国内外に発信する展示会「ME-BYO Japan2018」が開催された際に、命に対する新しい向き合い方や、健康寿命が延びていくことが実感できる場になる」と強調した[95]。
- 独自の工夫等の実施によって成長している中小企業などを神奈川がんばる企業として認定された10社に「日頃の活動が成果を生んでいる。リーダーとして県の中小企業を引っ張って行って欲しい」と期待を寄せた[96]。
- 2019年3月に「神奈川かもめ『短編演劇』フェスティバル2019（かもフェス'19）」が実施される。それに先立ち記者会見の場で、「神奈川では、文化・芸術の力で人を引き付けようとマグネット・カルチャー（マグカル）という取り組みを展開しています。この『かもフェス』もやり続けることで、神奈川で新しい演劇が発展していく可能性があるという流れをつくっていきたい」と意気込みを語った[97]。
- 免震・制振装置データ改竄（かいざん）問題に対して、定例記者会見で「地震発生時の安全性に対する信頼を損なうものであり、大変遺憾だ。一日も早く、新しい製品に交換するよう指示する」と述べた[98]。
- 神奈川と台湾の長年の交流に尽力したとして、太平洋戦争末期、座間、海老名市内にあった高座海軍工廠で戦闘機などを製造していた少年工らの同窓組織「台湾高座会」に感謝状を贈った。「大変なご苦労があったことと思うが、神奈川を第二の故郷とし、県と台湾の友好協力の礎となっていただいていることに感謝している」と述べ、感謝状を手渡した[99]。
- 神奈川県大磯町の明治記念大磯邸園の記念公開式が行われ、「横浜、箱根、鎌倉に次ぐ、第4の観光の核をつくろうという事業に取り組み、大磯町が第4の観光の核に選ばれた。大磯町がかつて以上の素晴らしい輝きが得られるよう努力していく」と強調した[100]。
- 「RPA（ロボティック・プロセス・オートメーション）」の導入に向け、神奈川県が実証実験を開始し、「効率化を図ることができれば、職員をより創造性の高い業務に振り分けることが可能になる」と語っている[101]。
- 県はアレルギー疾患の治療で中心的役割担う病院を2病院を選定した。「県民の安心安全につながる大きな仕組みづくりになる」と強調。両病院はアレルギー診療体制の強化を図っているとし、「生活に大きな不自由をもたらすアレルギーの治療に、これまで以上に貢献していきたい」などと述べた[102]。
- 相模補給廠にミサイル防衛の米軍司令部が駐留駐留することについて、「住民の安心のためには、より具体的な情報が必要」とし、国に情報提供を求めた[103]。
- 6日、4月に行われる神奈川県知事選挙に立候補することを正式に表明した。出馬表明では「やりがいのある8年間でそれなりに形になったが、まだやり残したこともある」と強調した。8年間の実績については「国に先駆けた独自提案をやり、国も動いた」と説明。やり残したことについては、再生可能エネルギーの数値目標や健康寿命を延ばす取り組みが未達成であるとし、「まだまだ取り組まなければいけない」と語った[104]。
- 2度目の米朝首脳会談開催を前に「北朝鮮による拉致被害者を救出する知事の会」会長として首相官邸を訪れ、菅官房長官と面会し、要望書を提出。面会後、記者団に対し、「今回の米朝首脳会談でのさらなる前進を期待して要望した。家族が高齢化して時間がない中、諦めないで突破口を見出していく思いを共有した」と述べた[105]。
- ３選へ向けた立候補を表明した会見で、やり残した再生可能エネルギーについて問われ、「2030年度の段階で再生可能エネルギーなどの分散型電源の割合（2016年度は13.5％）を45％にしたい」と答えた[104]。
- 3選立候補出馬会見で、自身が掲げた「いのち輝くマグネット神奈川」というビジョンは「正しかったと確信を持てる」と語った[106]。
- 3選に向けた政策発表の場で、「今までやってきたことをさらに充実させ、不十分なところは完成形に近づけていく」と語った[107]。
- フジテレビのニュースキャスター時代から知事に初当選した2011年頃まで知人女性と不倫関係について会見では「『黒岩ってのはこんな奴だったのか』っていうことで、期日前投票してくださった方が『ガッカリする』とか『しまったな』とか思ってらっしゃるかもしれない。これに対しては心から深くお詫びしたいと思います」と、有権者に向けて反省の弁を述べた。

## フジテレビ勤務歴
- 1980年4月-1983年3月 - スポット営業部
- 1983年4月-1987年3月 - 報道部（政治部、社会部）記者。
- 1987年4月-1988年3月 - ノンフィクションディレクター
- 1988年4月-1997年3月 - ニュースキャスター
- 1997年4月-1999年3月 - ワシントンD.C.支局特派員
- 1999年4月-2009年9月 - ニュースキャスター

## 出演番組
報道・討論番組
| 期間                               | 期間                               | 番組名              | 役職                                                          |
| ---------------------------------- | ---------------------------------- | ------------------- | ------------------------------------------------------------- |
| 1988年4月2日                       | 1992年3月31日                      | FNNスーパータイム   | キャスター ※1991年3月31日まで休日担当、同年4月1日から平日担当 |
| 1992年4月5日 および 1999年11月21日 | 1997年3月30日 および 2008年9月28日 | 報道2001            | 司会                                                          |
| 1999年4月1日                       | 2000年3月31日                      | FNNスーパーニュース | キャスター                                                    |
| 2008年10月5日                      | 2009年9月27日                      | 新報道2001          | コメンテーター                                                |

特別番組・バラエティ番組・その他
- 2004年-現在 - 『黒岩祐治のメディカルリポート』（医療福祉チャンネル774）
- 『FNSスーパースペシャル1億人のテレビ夢列島'88』：レポーター
- 『熱血報道スペシャル 白衣の天使・密着24時～感動の看護婦最前線～』：キャスター、プロデューサー
- 『奇跡の生還者』：キャスター、プロデューサー
- 『FNS春の祭典 ようこそ中居旅館へ! 話題のドラマ&新番組大宴会』
- 『クイズ$ミリオネア』
- 『上柳昌彦のお早うGoodDay!』（ニッポン放送）：ゲストコメンテーターとして不定期出演
- 2009年6月-2011年3月『黒岩祐治の人材発掘』（シアター・テレビジョン）：ホスト、監修
- 2010年4月-現在『晋ちゃん&黒ちゃんのシンクロナイストーク』（シアター・テレビジョン）：安倍晋三と共にホスト、監修

## 舞台
- 『葉っぱのフレディ〜いのちの旅〜』：プロデュース

## 栄典
- ベトナム: 友好勲章（英語版） - （2024年）

## 受賞歴
- 第16回放送文化基金賞（個人部門）[108]
- 1990年度日本民間放送連盟賞[109]
- 1993年度日本民間放送連盟賞[110]
- 2002年度日本民間放送連盟賞[111]

## 著書
- 『救急医療にメス・走れ家族のための救急車』情報センター出版局（1990年）ISBN 4795810524
- 『ナースたちの朝』講談社（1994年）ISBN 4062066467
- 『人間はテレビよりスクープだ』三五館（1998年）ISBN 4883201627
- 『マスコミ改革を考える』自由国民社（2003年）ISBN 4426121078（共著）
- 『恩師の条件:あなたは「恩師」と呼ばれる自信がありますか?』リヨン社発行、二見書房発売（2005年）
- 『消防官だからできること』リヨン社
- 『夢を実現するチカラ』扶桑社
- 『日本を再生するマグネット国家論』
- 『灘中 奇跡の国語教室：橋本武の超スロー・リーディング（中公新書ラクレ394）』中央公論新社（2011年）ISBN 9784121503947